# Deline
Deline är ett samhälle i Kanada.   Det ligger i territoriet Northwest Territories, i den centrala delen av landet, 3 600 km nordväst om huvudstaden Ottawa. Deline ligger 168 meter över havet och antalet invånare är 472.
Terrängen runt Deline är lite kuperad. Trakten är glest befolkad. Det finns inga andra samhällen i närheten.